# Georges Laure
Ne doit pas être confondu avec Georges Lauré.
Pour les articles homonymes, voir Laure.
Georges Laure est un chansonnier et écrivain français de la fin du XIXe siècle et début du XXe siècle.

## Biographie
Ses chansons ont été mises en musique, entre autres, par Paul Fauchey, Jean Brus ou Charles d'Orvict.

## Œuvres
Théâtre
- 1886 : Paris sur scène, revue avec Dahl-Merville, musique de Jean Brus, au théâtre Beaumarchais (4 décembre)
- 1932 : Brise unique, revue en 3 actes avec Marga, Léon Granier et Énoc, au théâtre de l'Horloge à Lyon (22 décembre)
- 1933 : Plein la rampe !, revue satirique en 3 actes avec Marcellus et Spark, au théâtre de l'Horloge à Lyon (4 mars)

Chansons
- 1885 : Sachez dépenser vos 20 ans, chanson patriotique, musique de L. Delisle
- 1885 : Un Baiser !, chansonnette, avec Raphaël Adam, musique de Charles d'Orvict
- 1886 : Musette mes amours, romance
- 1886 : Le Sentier des lilas !, chanson-valse
- 1886 : Le Banc des amours, poème patriotique
- 1887 : Autour de mon bidon, chansonnette, avec René de Saint-Prest, musique d'Émile Spencer, Paris, Émile Benoit éditeur
- (date inconnue) : La Danse du Spirou [1]

Varia
- 1886 : La Citrouille, monologue
- 1888 : Le Dernier jour de Gavroche, Bassereau
- 1888 : Traître à la patrie, ou le Judas de 70, Paris, Maboux fils
- 1897 : Le Thé de la Caravane, monologue
- 1928 : L'Écartelé, roman d'une époque, Paris, éditions de la Revue mondiale